# Willie Hall (calciatore)
George William Hall (Newark-on-Trent, 12 maggio 1912 – Newark-on-Trent, 22 maggio 1967) è stato un calciatore inglese, di ruolo attaccante.

## Carriera
Con la Nazionale inglese ha debuttato nel 1933, collezionando 10 presenze e 9 reti.